# Касаткіно (Нижньогородська область)
Касаткіно (рос. Касаткино) — селище в Дальнеконстантиновському районі Нижньогородської області Російської Федерації.
Населення становить 25 осіб. Входить до складу муніципального утворення Суроватихинська сільрада.

## Історія
Від 2009 року входить до складу муніципального утворення Суроватихинська сільрада.

## Населення
| 2002 | 2010 |
| ---- | ---- |
| 29   | ↘25  |